# Sidi M'Hamed Dalil
Sidi M'Hamed Dalil (en àrab سيدي امحمد دليل, Sīdī Imḥammad Dalīl; en amazic ⵙⵉⴷⵉ ⵎⵃⵎⵎⴷ ⴷⴰⵍⵉⵍ) és una comuna rural de la província de Chichaoua, a la regió de Marràqueix-Safi, al Marroc. Segons el cens de 2014 tenia una població total de 5.684 persones.